# Xiangcheng (Xiangyang)
Der Stadtbezirk Xiangcheng (chinesisch 襄城区, Pinyin Xiāngchéng Qū) ist eine Verwaltungseinheit in der Provinz Hubei in Zentralchina, die zum Verwaltungsgebiet der bezirksfreien Stadt Xiangyang gehört. Er hat eine Fläche von 657,6 km² und zählt 514.400 Einwohner (Stand: Ende 2019). Er ist Zentrum und Sitz der Stadtregierung von Xiangyang.

## Administrative Gliederung
Auf Gemeindeebene setzt sich der Stadtbezirk aus fünf Straßenvierteln, zwei Großgemeinden und einer Gemeinde zusammen. 